# سنجاب بوته‌ای قرمز
سنجاب بوته‌ای قرمز (نام علمی: Paraxerus palliatus) نام یک گونه از سرده سنجاب بوته‌ای آفریقایی است.